# Эспер, Евгений Иоганн Кристоф
Евгений Иоганн Кристоф Эспер (нем. Eugen Johann Christoph Esper; 2 июня 1742 — 27 июля 1810) — немецкий естествоиспытатель, энтомолог, ботаник.
В 1782 году был назначен экстраординарным и в 1799 году — ординарным профессором естествознания в университете Эрлангена, а с 1805 года заведовал естественноисторическим кабинетом этого города.
Научные труды учёного касаются преимущественно низших морских животных и систематики чешуекрылых насекомых.